# Vincent Rossell
Vincent Rossell, né à Barcelone le 6 mars 1924 et mort à Rueil-Malmaison le 20 mai 2009, est un artiste peintre et photographe français.
Il fut notamment le photographe de plateau de plus de 90 films pour de grands noms du cinéma, de 1956 à 1998.

## Biographie
Vincent Rossell arrive dans la photographie par hasard.
Il commence par des études de Beaux-Arts, s'adonne à la peinture et organise des expositions, réalise des décors de théâtre et enseigne la littérature comparée. Son parcours le conduit de sa Catalogne natale (Barcelone) en Finlande (Helsinki) où il dirige une école d'art. il entre dans la photographie professionnelle à l'occasion d'un reportage sur les lapons, reportage acheté par Life Magazine. D'autres suivent avec succès et il rencontre Darryl F. Zanuck qui, à son tour, lui fait connaître Louis Malle. Premier film important pour lui : Ascenseur pour l'échafaud (1957).
Suivront plus de 90 films, en tant que photographe de plateau, qu'il alterne avec des périodes de peinture, à laquelle il n'a jamais renoncé.

## Filmographie[3]
(avril 2024).
1956 : Club de femmes, Ralph Habib

1957 : Ascenseur pour l'échafaud, Louis Malle

1957 : Le Dos au mur, Edouard Molinaro

1957 : Les Fanatiques, Alex Joffé

1957 : Une Parisienne, Michel Boisrond

1958 : Les Amants, Louis Malle

1958 : Le Miroir à deux faces, André Cayatte

1959 : Le Huitième Jour, Marcel Hanoun

1960 : L'Ennemi dans l'ombre, Charles Gérard

1960 : La Menace, Gérard Oury

1960 : Le Passage du Rhin, André Cayatte

1960 : Un taxi pour Tobrouk, Denys de la Patellière

1960 : Quai Notre-Dame, Jacques Berthier

1960 : Les Tortillards, Jean Bastia

1961 : Le Jour le plus long (The longest day), Annakin, Marton, Wicki, etc.

1961 : Tendre est la nuit (Tender is the night), Henry King

1962 : Charade, Stanley Donen

1962 : Deux têtes folles (Paris when it sizzles), Richard Quine

1962 : La Panthère rose (The Pink Panther), Blake Edwards

1963 : La Chute de l'empire romain (The fall of the romane empire), Anthony Mann

1963 : Le Train, John Frankenheimer

1963 : La Tulipe noire, Christian-Jaque

1964 : L'Insoumis, Alain Cavalier

1964 : Les Pianos mécaniques (Los Pianos mecanicos), Juan Antonio Bardem

1964 : Le Jour d'après (Up from the beach), Robert Parrish

1964 : Quoi de neuf Pussycat ? (What's new Pussycat ?), Clive Donner

1965 : Boeing Boeing, John Rich

1965 : Hawaï (Hawaii), George Roy Hill

1965 : Comment voler un million de dollars (How to steal a million), William Wyler

1966 : Le Deuxième Souffle, Jean-Pierre Melville

1966 : Kiss kiss bang bang, Ducio Tessari

1966 : Le Roi de cœur, Philippe de Broca

1966 : Le Voleur, Louis Malle

1967 : Gentleman Jo, uccidi, Georges Finley

1967 : Krakatoa, à l'est de Java (Krakatoa, east of Java), Bernard L Kowalski

1967 : Le Rouble à deux faces, Etienne Périer

1967 : Pancho Villa (Villa rides), Buzz Kulik

1968 : Adieu l'ami, Jean Herman

1968 : Le Paria, Claude Carliez

1969 : Les Caprices de Marie, Philippe de Broca

1969 : Le Clan des siciliens, Henri Verneuil

1969 : Les Libertines, Dave Youg

1969 : Pour un sourire, François Dupont-Midy

1970 : Time for loving, Christopher Miles

1970 : Un peu, beaucoup, passionnément, Robert Enrico

1971 : Le Casse, Henri Verneuil

1972 : L'Impossible Objet, John Frankenheimer

1972 : Le Serpent, Henri Verneuil

1973 : On l'appelait Milady (The four Musketeers), Richard Lester

1973 : Les Gaspards, Pierre Tchernia

1973 : La Main à couper, Etienne Périer

1973 : Marseille contrat (The Marseille contract), Robert Parrish

1973 : Les Trois Mousquetaires (The three musketeers), Richard Lester

1974 : Peur sur la ville, Henri Verneuil

1974 : Section spéciale, Costa-Gavras

1975 : L'Alpagueur, Philippe Labro

1975 : Cousin, Cousine, Jean-Charles Tacchella

1975 : Folle à tuer, Yves Boisset

1975 : L'Incorrigible, Philippe de Broca

1976 : Le Corps de mon ennemi, Henri Verneuil

1976 : De l'autre côté de minuit (The other side of midnight), Charles Jarott

1977 : L'Animal, Claude Zidi

1977 : La Part du feu, Etienne Périer

1977 : Les Routes du sud, Joseph Losey

1978 : Flic ou Voyou, Georges Lautner

1979 : Le Guignolo, Georges Lautner

1979 : I comme Icare, Henri Verneuil

1981 : Le bahut va craquer, Michel Nerval

1981 : Mille milliards de dollars, Henri Verneuil

1981 : Le Professionnel, Georges Lautner

1982 : La Boum 2, Claude Pinoteau

1982 : Les Fantômes du chapelier, Claude Chabrol

1982 : À armes égales (The Challenge), John Frankenheimer

1982 : L'Indic, Serge Leroy

1983 : Le Marginal, Jacques Deray

1983 : Les Morfalous, Henri Verneuil

1983 : French lover (Until septembre), Richard Marquand

1984 : Le Cow-boy, Georges Lautner

1984 : Joyeuses Pâques, Georges Lautner

1984 : La Septième Cible, Claude Pinoteau

1985 : On ne meurt que deux fois, Jacques Deray

1986 : Le Solitaire, Jacques Deray

1987 : Les Keufs, Josiane Balasko

1987 : Flag, Jacques Santi

1988 : Itinéraire d'un enfant gâté, Claude Lelouch

1991 : 588 rue Paradis, Henri Verneuil

1991 : Mayrig, Henri Verneuil

1992 : L'Inconnu dans la maison, Georges Lautner

1993 : Cache cash, Claude Pinoteau

1993 : Pourquoi maman est dans mon lit ?, Patrick Malakian

1995 : Fantôme avec chauffeur, Gérard Oury

1998 : Le Schpountz, Gérard Oury